# ديفيد أندروود
ديفيد أندروود (بالإنجليزية: David Underwood)‏ هو أستاذ مدرسة وسياسي أسترالي، ولد في 12 يونيو 1951 في أستراليا. حزبياً، نشط في Queensland Labor Party ‏. وقد انتخب عضو المجلس التشريعي ولاية كوينزلاند عن دائرة Electoral district of Ipswich West ‏ (12 نوفمبر 1977 – 2 ديسمبر 1989).